# ديفيد ليون (ممثل)
ديفيد ليون (بالإنجليزية: David Leon)‏ هو ممثل بريطاني، ولد في 24 يوليو 1980 في المملكة المتحدة.

## وصلات خارجية
- ديفيد ليون على موقع IMDb (الإنجليزية)
- ديفيد ليون على موقع قاعدة بيانات الفيلم (الإنجليزية)